# Spencer Wilton
Pour les articles homonymes, voir Wilton.
Spencer Wilton est un cavalier britannique né le 1er février 1973. Il a remporté avec Fiona Bigwood, Carl Hester et Charlotte Dujardin, en montant le cheval Super Nova II, la médaille d'argent du dressage par équipes aux Jeux olympiques d'été de 2016 à Rio de Janeiro. 

## Biographie
Spencer Wilton est né au Royaume-Uni en 1973. Il a participé a plusieurs reprises aux Jeux olympiques et a reçu le médaille d'argent en 2016 a Rio de Janeiro.   